# Гамаль Мохамед
Гамаль Абдельнасер Ханафи Мохамед (араб. جمال عبدالناصر حنفي محمد‎; 24 февраля 1999) — египетский борец вольного стиля, победитель и призёр чемпионатов Африки, победитель и призёр Африканских игр.

## Карьера
В августе 2019 года в марокканском Рабате на Африканских играх он завоевал бронзовую медалей в весовой категории до 57 кг. В начале апреля 2021 года он участвовал в квалификационном турнире Африки и Океании, одна не сумел добыть лицензию на летние Олимпийские игры в Токио. В мае 2022 года в марокканской Эль-Джадиде в финале чемпионата Африки в весовой категории до 57 кг он одолел  Эбикевенимо Уэлсона из Нигерии, став победителем континента. В мае 2023 года в тунисском Хаммамете, Гамаль стал серебряным призёром на чемпионате Африки, в финале он уступил Диамантину Иуне Фафе из Гвинее-Бисау. В марте 2024 в Александрии на квалификационном турнире Африки и Океании ему удалось завоевать лицензию на игры в Париже.

## Достижения
- Чемпионат Африки по борьбе 2018 — ;
- Арабский чемпионат по борьбе 2018 — ;
- Чемпионат Африки по борьбе 2019 — ;
- Африканские игры 2019 — ;
- Арабский чемпионат по борьбе 2019 — ;
- Чемпионат Африки по борьбе 2020 — ;
- Арабский чемпионат по борьбе 2021 — ;
- Чемпионат Африки по борьбе 2022 — ;
- Чемпионат Африки по борьбе 2023 — ;
- Африканские игры 2023 — ;